# Onur Ayık
Onur Ayık (Walsrode, 28 gennaio 1990) è un calciatore tedesco naturalizzato turco, attaccante svincolato.

## Carriera

### Club
Debutta in Champions League il 24 novembre 2010, nella partita Tottenham Hotspur-Werder Brema (3-0).

### Nazionale
Ha giocato nelle nazionali giovanili turche Under-16, Under-18 ed Under-19.

## Palmarès

### Club

#### Competizioni nazionali
- Coppa di Turchia: 1

Akhisar Belediyespor: 2017-2018
- Supercoppa di Turchia: 1

Akhisar Belediyespor: 2018